# تليلة (منبج)
تليلة قرية سوريّة  تتبع إداريّاً لمحافظة حلب منطقة منبج ناحية أبو كهف، بلغ تعداد سكانها 228 نسمة حسب التعداد السكاني لعام 2004.